# Calamagrostis inaequalis
Calamagrostis inaequalis là một loài thực vật có hoa trong họ Hòa thảo. Loài này được (Vickery) Govaerts mô tả khoa học đầu tiên năm 1999.